# Odszukać Listopad
Odszukać Listopad – polski zespół muzyczny hardcore / metalcore / emo z Nowego Targu. Jeden z czołowych przedstawicieli nowotarskiej sceny hardcore.

## Biografia i charakterystyka
Zespół powstał w lutym 2003 roku z inicjatywy Cywila (gitara) i Grzegorza (perkusja) - dwóch członków nowotarskiej hardcore'owej grupy muzycznej Huge oraz Przemka (gitara). Skład dopełnili Łukasz (bas) i Maciek (wokal).
Inspiracje muzyczne zespołu oscylują pomiędzy dokonaniami takich grup jak From Autumn To Ashes czy Poison The Well.
Muzykę kwintetu można określić jako melodyjne emo z elementami hardcore i punk rocka, momentami wpadające nawet w thrash. Ich muzykę charakteryzuje ciężki, miejscami emocjonalny, krzyczany wokal oraz mocne, melodyjne gitary w stylu Damnation.
Pierwszy album zespołu zatytułowany "Odszukać Listopad", został wydany w 2006 roku za pośrednictwem nowotarskiej, niezależnej wytwórni Nikt Nic Nie Wie. Materiał został zarejestrowany w Diamond Studio przez Dominika Burzyma. Natomiast drugi album "The Masque of Slight Discretion" ukazał się w 2008 roku, ponownie za pośrednictwem NNNW a materiał został nagrany w Serakos Studio w Warszawie.
Według recenzenta pisma Teraz Rock, Marka Świrkowicza, zespół po pierwszej płycie był „swoistym objawieniem na polskiej scenie. Okazało się bowiem, że można bez kompleksów grac stylowe screamo po naszemu”. W recenzji drugiej płyty Świrkowicz podkreślił jednak, że mimo dopracowanej produkcji, muzyce brakuje oryginalności.
Grupa koncertowała u boku m.in. Caliban, Deadlock, Schizma, Sunrise, Face The Fact, Złodzieje Rowerów.

## Skład zespołu
Obecny skład
- Maciej Nowak - wokal
- Michał "Cywil" Balikowski - gitara
- Piotr Budzisz - gitara
- Łukasz Klocek - gitara basowa
- Grzegorz Rapacz - perkusja

Byli członkowie
- Przemek "Przemo" Jasiński - gitara, wokal

## Dyskografia
- 2006 Odszukać Listopad (Nikt Nic Nie Wie)[1]
- 2008 The Masque of Slight Discretion (Nikt Nic Nie Wie)